# Эль-Амара
Эль-Амара (араб. العمارة‎) — город в юго-восточном Ираке, в 50 км от границы с Ираном, административный центр провинции Майсан. Расположен на северной оконечности болота между Тигром и Евфратом.
Преимущественно населён мусульманами-шиитами. Основной торговый пункт для окружающих сельскохозяйственных районов, известен также ткачеством и серебряными промыслами.

## История
Город был основан в 1860-х годах в качестве военного лагеря Османской империи, опираясь на который можно было контролировать арабские племена центрального и южного Ирака. Во время Первой мировой войны в 1915 году город был взят британскими войсками.
Во время ирано-иракской войны город и прилегающая территория стали объектом многочисленных атак со стороны Ирана, стремившегося перерезать стратегически важный путь Багдад-Басра. В 1991 году во время Войны в Заливе Эль-Амара был одним из многих городов, восставших против Саддама Хуссейна, за что впоследствии население города было подвергнуто репрессиям. Многие повстанцы были убиты и спешно захоронены в братской могиле за пределами города. Саддам Хусейн также прибег к тактике осушения болот, окружающих Амару, и построил ряд плотин в попытке сократить подачу воды в регион.
На протяжении 1990-х годов население города пополнялось за счёт беженцев с болот. Саддам Хусейн пренебрегал обустройством города в отместку за его роль в восстании. Город также поддерживал усилия Муктады ас-Садра, чей отец был убит по приказу Саддама. В мае 1999 года ополчение партии Баас и подразделения Республиканской гвардии были введены в регион для пресечения возможных восстаний.
В 2003 году, во время вторжения коалиционных сил в Ирак, город вновь стал центром сопротивления Саддаму Хуссейну. Однако вскоре после оккупации города британскими войсками начались нападения на английских солдат. В июне 2003 года горожане напали на британский патруль, убив шестерых солдат к югу от города в Майр Аль-Кабире.

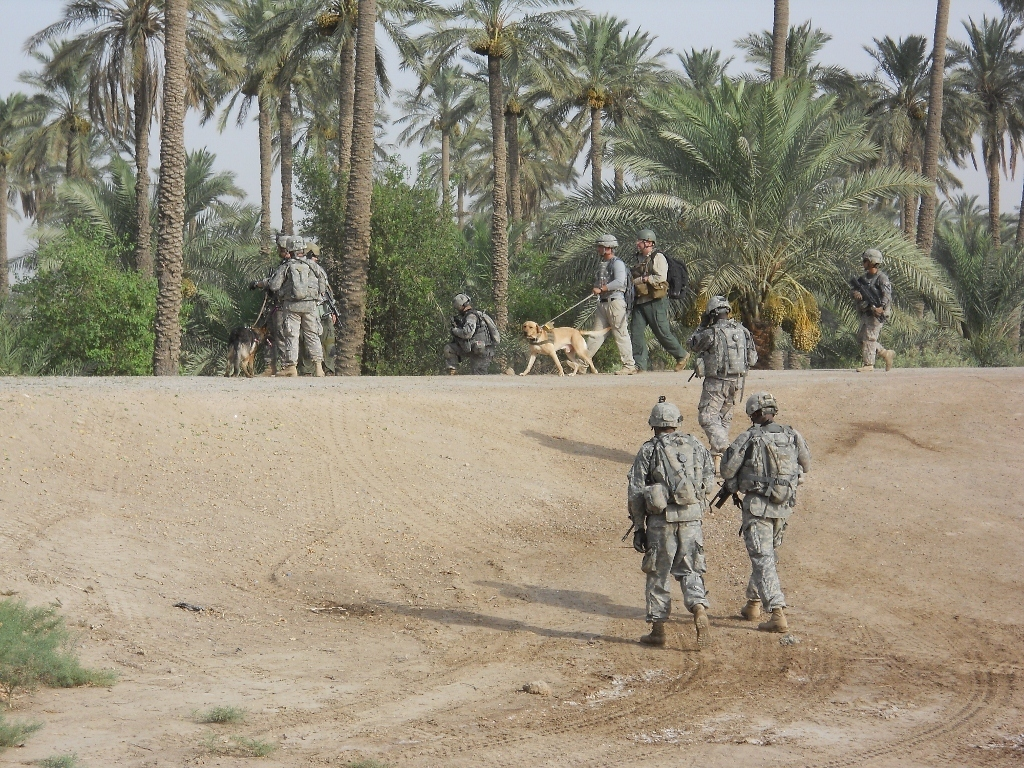
Американские войска патрулируют ирано-иракскую границу.

Позднее город стал ареной борьбы между «Армией Махди» и отрядами организации Бадра. В городе произошло несколько стычек между соперничающими группировками. Конфликт начался после убийства командира организации Бадр в регионе Касима аль-Тамими, в котором бойцы Бадр бойцы обвинили «Армию Махди». После пленения командира «Армии Махди» в провинции бойцы движения 20 октября 2006 года захватили три полицейских участка и другие государственные объекты, в результате чего погибло, по меньшей мере, 22 гражданских, трое из них были детьми. Иракская армия и британские советники прибыли из Басры на следующий день, чтобы обеспечить перемирие с представителями Садра.
В 2008 году иракская армия провела спецоперацию, имевшую целью пресечение контрабанды оружия сквозь Эль-Амару из близлежащего Ирана и возвращение контроля над городом. Операция под кодовым названием «Обещание мира» (Башир Ас-Салем) была проведена одновременно с операциями в Басре, Садр-Сити и Мосуле.
В течение этого времени 4 бригады 1-й кавалерийской дивизии армии США обустроили в провинции две крупных операционных базы и несколько более мелких форпостов. На протяжении 2008—2009 годов более 2000 американских солдат из 1-й Конной дивизии в партнёрстве с иракской армией, полицией и пограничниками патрулировали границу с Ираном, чтобы препятствовать контрабанде оружия. Работая в тесном сотрудничестве с британскими следователями и иракской полицией, американские войска также успешно задержали 11 из 17 лиц, которые были объявлены в розыск по обвинению в убийстве британских солдат в Майр Аль-Кабир в 2003 году.
Провинциальные выборы в январе 2009 года обозначили резкое смещение в балансе власти в Амаре и провинции Майсан в целом. Сторонники ас-Садра утратили былое господство и рассорились с партией Дава. В мае 2009 года сторонники последней официально получили большинство в провинциальном совете, сменив в этом статусе садристов.

## География
Расположен на реке Тигр южнее Багдада, в 50 км от ирано-иракской границы, на высоте 9 м над уровнем моря. Город лежит на северной оконечности болот, простирающихся между Тигром и Евфратом.

## Климат
Город имеет горячий, засушливый климат с жарким, сухим летом и прохладными, дождливыми зимами.
| Показатель                    | Янв. | Фев. | Март | Апр. | Май  | Июнь | Июль | Авг. | Сен. | Окт. | Нояб. | Дек. | Год   |
| ----------------------------- | ---- | ---- | ---- | ---- | ---- | ---- | ---- | ---- | ---- | ---- | ----- | ---- | ----- |
| Средний суточный максимум, °C | 16,5 | 19,6 | 24,4 | 31,3 | 38,3 | 43,1 | 45,5 | 44,9 | 42   | 35   | 25,8  | 18,5 | 32,07 |
| Средний суточный минимум, °C  | 6,2  | 8,1  | 12   | 17,5 | 23,2 | 26,6 | 28,5 | 27,6 | 23,6 | 18,3 | 12    | 7,8  | 17,62 |
| Норма осадков, мм             | 37   | 25,1 | 33,6 | 14,8 | 3,9  | 0    | 0    | 0    | 0,7  | 6,0  | 19,8  | 36,5 | 177,4 |

## Население
Большая часть населения — шииты. По данным на 2002 год население города составляет около 340 000 человек; по данным на 2005 год — около 420 000 человек.